# François Civil
François Civil (Parigi, 29 gennaio 1990) è un attore francese.

## Biografia
Nato a Parigi, ha studiato teatro presso lo studio Le Magasin. Ha debuttato nella commedia Le cactus del 2005, successivamente ottiene una parte ne Le avventure galanti del giovane Molière. Nel 2010 fa parte del cast di Noi, insieme, adesso - Bus Palladium di Christopher Thompson e nel 2012 recita in Elles di Małgorzata Szumowska. Nel 2014 inizia a lavorare in produzioni in lingua inglese, come la miniserie televisiva Rosemary's Baby e il film di Lenny Abrahamson Frank. Nel 2017 viene diretto da Cédric Klapisch in Ritorno in Borgogna ed è protagonista del film d'azione Burn Out. Nel 2019 è tra i protagonisti di Wolf Call - Minaccia in alto mare e di Il mio profilo migliore. Sempre nel 2019 vince il Trophée Chopard per la rivelazione maschile al Festival di Cannes.

## Filmografia

### Cinema
- Le Cactus, regia di Gérard Bitton e Michel Munz (2005)
- Le avventure galanti del giovane Molière (Molière), regia di Laurent Tirard (2007)
- Soit je meurs, soit je vais mieux, regia di Laurence Ferreira Barbosa (2008)
- Sur ta joue ennemie, regia di Jean-Xavier de Lestrade (2008)
- Noi, insieme, adesso - Bus Palladium (Bus Palladium), regia di Christopher Thompson (2010)
- Nos résistances, regia di Romain Cogitore (2011)
- Une pure affaire, regia di Alexandre Coffre (2011)
- Elles, regia di Małgorzata Szumowska (2012)
- Babysitter per amore (La Stratégie de la poussette), regia di Clément Michel (2013)
- 20 anni di meno  (20 ans d'écart), regia di David Moreau (2013)
- Fonzy, regia di Isabelle Doval (2013)
- Macadam Baby, regia di Patrick Bossard (2014)
- Necropolis - La città dei morti (As Above, So Below), regia di John Erick Dowdle (2014)
- Frank, regia di Lenny Abrahamson (2015)
- Made in France - Obiettivo Parigi (Made in France), regia di Nicolas Boukhrief (2016)
- Five, regia di Igor Gotesman (2016)
- Ritorno in Borgogna (Ce qui nous lie), regia di Cédric Klapisch (2017)
- Burn Out, regia di Yann Gozlan (2017)
- Wolf Call - Minaccia in alto mare (Le Chant du loup), regia di Antonin Baudry (2019)
- Il mio profilo migliore (Celle que vous croyez), regia di Safy Nebbou (2019)
- Amore a seconda vista (Mon inconnue), regia di Hugo Gélin (2019)
- Deux moi, regia di Cédric Klapisch (2019)
- BAC Nord, regia di Cédric Jimenez (2021)
- La vita è una danza (En corps), regia di Cédric Klapisch (2022)
- I tre moschettieri - D'Artagnan (Les Trois Mousquetaires: D'Artagnan), regia di Martin Bourboulon (2023)
- I tre moschettieri - Milady (Les Trois Mousquetaires: Milady), regia di Martin Bourboulon (2023)
- Silenzio! (Pas de vagues), regia di Teddy Lussi-Modeste (2024)
- L'amore che non muore (L'Amour ouf), regia di Gilles Lellouche (2024)

### Televisione
- Louis la brocante – serie TV, 1 episodio (2006)
- Autopsy – film TV (2007)
- Il commissariato Saint Martin – serie TV, 1 episodio (2008)
- Enquêtes réservées – serie TV, 1 episodio (2009)
- Hard – serie TV, 2 episodi (2011)
- Simple – film TV (2011)
- Emma – film TV (2011)
- Tiger Lily, quatre femmes dans la vie – miniserie TV, 6 episodi (2013)
- Le clan des Lanzac – film TV (2013)
- Alias Caracalla, au coeur de la Résistance – miniserie TV, 2 episodi (2013)
- Rosemary's Baby – miniserie TV, 2 episodi (2014)
- L'héritière – film TV (2014)
- Casting(s) – serie TV, 22 episodi (2013-2015)
- Virtuoso – film TV (2015)
- Dix pour cent – serie TV, 10 episodi (2015-2017)
- Calls – serie TV, 1 episodio (2017)

## Riconoscimenti
- 2019 – Festival di Cannes
  - Trophée Chopard – Rivelazione maschile

## Doppiatori italiani
Nelle versioni in italiano delle opere in cui ha recitato, François Civil è stato doppiato da:
- Francesco Pezzulli ne I tre moschettieri - D'Artagnan, I tre moschettieri - Milady
- Frédéric Lachkar in Necropolis - La città dei morti
- Federico Viola in Elles
- Alessio De Filippis in Noi, insieme, adesso - Bus Palladium
- Marco Benedetti in Ritorno in Borgogna
- Davide Perino in Rosemary's Baby
- Marco Vivio in Wolf Call - Minaccia in alto mare e La vita è una danza
- Andrea Mete in Il mio profilo migliore
- Davide Albano in Burn Out
- Giacomo Bartoccioli in L'amore che non muore
- Simone Olivieri in Silenzio!